# Liechtenstein en los Juegos Olímpicos de Múnich 1972
Liechtenstein estuvo representado en los Juegos Olímpicos de Múnich 1972 por seis deportistas masculinos que compitieron en cuatro deportes.
El portador de la bandera en la ceremonia de apertura fue el piloto de bobsleigh Eduard von Falz-Fein. El equipo olímpico liechtensteiniano no obtuvo ninguna medalla en estos Juegos.